# Donna D’Errico
Donna D'Errico (født d. 30. marts 1968) i Dothan, Alabama, USA er en amerikansk skuespillerinde og model. I september 1995 medvirkede hun i magasinet Playboy.
Donna D'Errico er især kendt for sin medvirken i TV-serien Baywatch, hvor hus spillede rollen som livredderen Donna Marco fra 1996 til 1998.

## Filmografi
| År        | Titel                                  | Rolle                               |
| --------- | -------------------------------------- | ----------------------------------- |
| 2022      | Frank and Penelope                     | Mabel                               |
| 2021      | Survive the Game                       | Carly                               |
| 2021      | Escape From Area 51                    | Sheera                              |
| 2019      | Brooklyn Nine-Nine                     | Marissa Costa                       |
| 2018      | "116 MacDougal"                        | Victoria                            |
| 2018      | "Nanny Surveillance"                   | Sarah                               |
| 2016      | Roadies                                | Roberta aka Red Velvet              |
| 2015      | "Only God Can"                         | Coley                               |
| 2010      | The Making of Plus One                 | Lawyer                              |
| 2008      | Inconceivable                          | Elsa Roxanne Gold                   |
| 2007      | Intervention                           | Pamela                              |
| 2006      | Celebrity Paranormal Project           |                                     |
| 2004      | Reno 911!                              | New Johnson - Deputy Barbara Cooper |
| 2004      | Comic Book: The Movie                  | Liberty Lass/Papaya Smith           |
| 2002      | Kiss the Bride                         | Officer Daisy                       |
| 2002      | Austin Powers in Goldmember            | Female Vendor                       |
| 2000      | BattleBots                             | Host                                |
| 1999      | Candyman: Day of the Dead              | Caroline McKeever                   |
| 1998      | Holding the Baby                       | Heather                             |
| 1998      | Men in White                           | Press Secretary                     |
| 1998      | Nick Freno: Licensed Teacher           | Samantha                            |
| 1998      | Baywatch: White Thunder at Glacier Bay | Donna Marco                         |
| 1996–1998 | Baywatch                               | Donna Marco                         |
| 1997      | Sabrina, the Teenage Witch             | Nurse Nancy/Carol                   |
| 1996–1997 | Baywatch Nights                        | Donna Marco                         |
| 1996      | High Tide                              | Blonde Waitress                     |
| 1995      | Married... with Children               | Helga                               |
| 1995      | Unhappily Ever After                   | Fantasy Girl #1                     |